# 郡山インターチェンジ (福島県)
郡山インターチェンジ（こおりやまインターチェンジ）は、福島県郡山市喜久田町にある、東北自動車道のインターチェンジ。
敷地内にNEXCO東日本東北支社郡山管理事務所や福島県警察高速道路交通警察隊郡山分駐隊がある。

## 道路

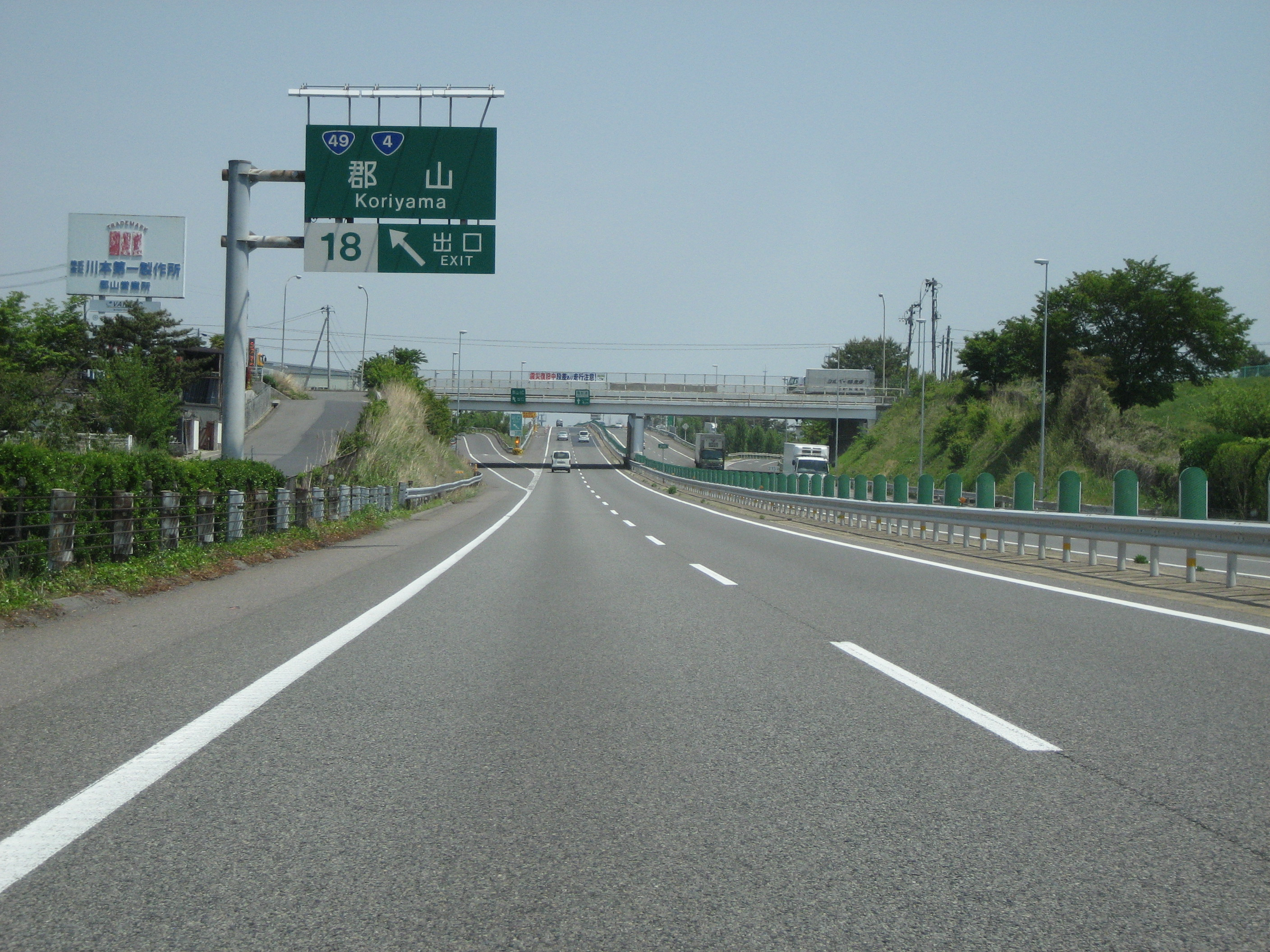
下り出口付近

- E4 東北自動車道（18番）
- 接続する道路：国道49号

## 料金所
- ブース数：8

### 入口
- ブース数：3
  - ETC専用：2
  - 一般：1

### 出口
- ブース数：5
  - ETC専用：2
  - 一般：3

## 周辺
- 南東北総合卸センター
- セイノースーパーエクスプレス郡山営業所
- 佐川急便須賀川営業所
- 福山通運郡山支店
- 郡山西部第二工業団地
- ホテルルートイン郡山インター
- JAF福島支部ロードサービス
- 福島県立郡山支援学校
- ヤマト運輸郡山富田営業所
- ヤマダデンキYAMADA web.com 郡山本店（車で[2])
- 東日本旅客鉄道（JR東日本）磐越西線
  - 喜久田駅
  - 郡山富田駅
- 東日本旅客鉄道 郡山駅
- ダイユーエイト郡山インター店
- コンフォートホテル郡山
- ホテルハマツ

## 隣
E4 東北自動車道
(17)郡山南IC - (17-1)郡山中央SIC - (18)郡山IC - (18-1)郡山JCT - (19)本宮IC